# Teste de detectare a antigenului malariei
Testele de detectare a antigenului malariei sunt un grup de teste de diagnostic rapid disponibile în comerț, de tipul testului rapid de antigen, care permit diagnosticarea rapidă a malariei de către persoanele care nu sunt altfel calificate în tehnicile tradiționale de laborator pentru diagnosticarea malariei sau în situații în care astfel de echipamente nu sunt disponibile. În prezent, există peste 20 de astfel de teste disponibile în comerț (WHO product testing 2008). Primul antigen malariei potrivit ca țintă pentru un astfel de test a fost o enzimă glicolitică solubilă, glutamat dehidrogenază. În prezent, niciunul dintre testele rapide nu este la fel de sensibil ca un film gros de sânge și nici la fel de ieftin. Un dezavantaj major în utilizarea tuturor metodelor actuale de dipstick este faptul că rezultatul este în esență calitativ. Cu toate acestea, în multe zone endemice din Africa tropicală, evaluarea cantitativă a parazitismului este importantă, deoarece un procent mare din populație va avea rezultate pozitive la orice test calitativ.

## Teste de diagnostic rapid al malariei bazate pe antigeni
Malaria este o boală vindecabilă dacă pacienții au acces la un diagnostic precoce și la un tratament prompt. Testele de diagnostic rapid (RDT) bazate pe antigeni au un rol important la periferia capacității serviciilor de sănătate, deoarece multe clinici rurale nu au capacitatea de a diagnostica malaria la fața locului din cauza lipsei microscoapelor și a tehnicienilor calificați pentru a evalua filmele de sânge. În plus, în regiunile în care boala nu este endemică, tehnologii de laborator au o experiență foarte limitată în detectarea și identificarea paraziților malariei. Un număr tot mai mare de călători din zonele temperate vizitează în fiecare an țările tropicale și mulți dintre ei se întorc cu o infecție cu malarie. Testele RDT sunt încă considerate ca fiind complementare microscopiei convenționale, dar cu unele îmbunătățiri ar putea foarte bine înlocui microscopul. Testele sunt simple, iar procedura poate fi efectuată la fața locului în condiții de teren. Aceste teste folosesc sângele prelevat prin puncție cu degetul sau prin sânge venos, testul finalizat durează în total 15-20 de minute și nu este nevoie de un laborator. Pragul de detecție prin aceste teste de diagnostic rapid este de ordinul a 100 de paraziți/µl de sânge, comparativ cu 5 prin microscopie cu peliculă groasă.

### pGluDH
Plasmodium Glutamat dehidrogenază (pGluDH) precipitată de anticorpii gazdei
Un diagnostic precis devine din ce în ce mai important, având în vedere rezistența tot mai mare a Plasmodium falciparum și prețul ridicat al alternativelor la clorochină. Enzima pGluDH nu se găsește în globulele roșii ale gazdei și a fost recomandată ca enzimă marker pentru speciile de Plasmodium de către Picard-Maureau et al. în 1975. Testul enzimatic marker al malariei este adecvat pentru munca de rutină și este în prezent un test standard în majoritatea departamentelor care se ocupă de malarie. Se știe că prezența pGluDH reprezintă viabilitatea parazitului, iar un test de diagnostic rapid care utilizează pGluDH ca antigen ar avea capacitatea de a diferenția organismele vii de cele moarte. Un RDT complet cu pGluDH ca antigen a fost dezvoltat în China și este în prezent în curs de testare clinică. GluDH-urile sunt enzime omniprezente care ocupă un punct de ramificare important între metabolismul carbonului și cel al azotului. Atât enzimele GluDH [EC 1.4.1.4.4] dependente de nicotinamidă adenină dinucleotidă (NAD) [EC 1.4.1.2], cât și cele dependente de nicotinamidă adenină dinucleotidă fosfat (NADP) sunt prezente în Plasmodia; GluDH dependentă de NAD este relativ instabilă și nu este utilă în scopuri de diagnostic. Glutamatul dehidrogenază furnizează o sursă de carbon oxidabil utilizată pentru producerea de energie, precum și un transportor de electroni redus, NADH. Glutamatul este un donator principal de aminoacizi pentru alți aminoacizi în reacțiile ulterioare de transaminare. Rolurile multiple ale glutamatului în echilibrul azotului fac din acesta o punte de legătură între amoniacul liber și grupele amino ale majorității aminoacizilor. Structura sa cristalină a fost publicată. Activitatea GluDH în P.vivax, P.ovale și P. malariae nu a fost niciodată testată, dar având în vedere importanța GluDH ca enzimă de ramificare, fiecare celulă trebuie să aibă o concentrație ridicată de GluDH. Este bine cunoscut faptul că enzimele cu o greutate moleculară mare (cum ar fi GluDH) au multe izozime, ceea ce permite diferențierea tulpinilor (având în vedere anticorpul monoclonal potrivit). Gazda produce anticorpi împotriva enzimei parazite, indicând o identitate de secvență scăzută.

### Proteină bogată în histidină II
Proteina II bogată în histidină (HRP II) este o proteină hidrosolubilă, bogată în histidină și alanină, care este localizată în mai multe compartimente celulare, inclusiv în citoplasma parazitului. Antigenul este exprimat numai de trofozoiții P. falciparum. HRP II din P. falciparum a fost implicată în biocristalizarea hemozoinei, o formă cristalină inertă de ferriprotoporfirină IX (Fe(3+)-PPIX) produsă de parazit. O cantitate substanțială de HRP II este secretată de parazit în fluxul sanguin al gazdei, iar antigenul poate fi detectat în eritrocite, ser, plasmă, lichid cefalorahidian și chiar în urină ca proteină secretată solubilă în apă. Acești antigeni persistă în sângele circulant după ce parazitaemia a dispărut sau a fost mult redusă. În general, este nevoie de aproximativ două săptămâni după un tratament reușit pentru ca testele bazate pe HRP2 să devină negative, dar poate dura până la o lună, ceea ce compromite valoarea lor în detectarea infecției active. Au fost raportate rezultate fals pozitive ale testului dipstick la pacienții cu poliartrită reumatoidă pozitivă la factorul reumatoid. Deoarece HRP-2 este exprimată numai de P. falciparum, aceste teste vor da rezultate negative cu probe care conțin numai P. vivax, P. ovale sau P. malariae; multe cazuri de malarie non-falciparum pot fi, prin urmare, diagnosticate greșit ca fiind malariene negative (unele tulpini de P. falciparum nu au, de asemenea, HRP II). Variabilitatea rezultatelor RDT-urilor bazate pe pHRP2 este legată de variabilitatea antigenului țintă.

### pLDH
P. falciparum lactat dehidrogenază (PfLDH) este o oxidoreductază de 33 kDa [EC 1.1.1.1.27]. Este ultima enzimă a căii glicolitice, esențială pentru generarea de ATP și una dintre cele mai abundente enzime exprimate de P. falciparum. LDH de plasmodiu (pLDH) de la P. vivax, P. malariae și P. ovale) prezintă o identitate de 90-92 % cu PfLDH de la P. falciparum. S-a observat că nivelurile de pLDH se reduc în sânge mai repede după tratament decât HRP2. În această privință, pLDH este similară cu pGluDH. Cu toate acestea, proprietățile cinetice și sensibilitatea la inhibitori care vizează situsul de legare a cofactorului diferă semnificativ și pot fi identificate prin măsurarea constantelor de disociere pentru inhibitori, care diferă de până la 21 de ori.

### pAldo
Fructoză-bisfosfat aldolază [EC 4.1.2.13] catalizează o reacție cheie în glicoliză și în producerea de energie și este produsă de toate cele patru specii. P.falciparum aldolază este o proteină de 41 kDa și are o similaritate de secvență de 61-68% cu aldolazele eucariote cunoscute. Structura sa cristalină a fost publicată. Prezența anticorpilor împotriva p41 în serurile adulților umani parțial imuni la malarie sugerează că p41 este implicată în răspunsul imunitar protector împotriva parazitului.